# Aeroportul Bloomfield
Aeroportul Bloomfield (IATA: BFC, ICAO: YBMD) este un aeroport din Queensland, Australia.
Situat la o altitudine de 14 m, aeroportul dispune de o singură pistă.